# Lispe sinica
Lispe sinica este o specie de muște din genul Lispe, familia Muscidae, descrisă de Willi Hennig în anul 1960. Conform Catalogue of Life specia Lispe sinica nu are subspecii cunoscute.